# Autoroute A346 (France)
L'autoroute A 346 est une ancienne autoroute française permettant de relier l'autoroute A 140 à Meaux. En 2008, elle fut déclassée en RD 346.